# Matthew Lojeski
Matthew Lojeski (Racine, 24 juli 1985) is een Amerikaans-Belgisch voormalig basketballer.

## Carrière
Lojeski speelde collegebasketbal voor de Hawaii Warriors en werd in de NBA draft van 2007 niet gedraft en koos voor een profcontract in België bij Okapi Aalstar. Na twee seizoenen maakte hij de overstap naar BC Oostende samen met Stéphane Pelle en Trevor Huffmann. Met Oostende werd hij twee keer kampioen, won twee keer de beker en won twee keer de MVP-award.
In 2013 maakte hij de overstap naar de Griekse competitie en ging aan de slag bij Olympiakos Piraeus waarmee hij twee keer de landstitel won en de Intercontinental Cup. In 2017 ging hij spelen voor concurrent Panathinaikos BC waarmee hij twee keer landskampioen werd, na een seizoen bij het Turkse Tofaş BK keerde hij terug naar Griekenland en ging spelen voor AEK Athene BC. Hij verliet het profbasketbal in 2021. Hij speelde in de zomer van 2021 nog in The Basketball Tournament voor de Golden Eagles.
Lojeski verkreeg de Belgische nationaliteit en kwam sindsdien uit voor het Belgische nationale team.

## Erelijst
- Belgisch landskampioen: 2012, 2013
- Belgisch bekerwinnaar: 2010, 2013
- Belgische competitie MVP: 2009, 2013
- Belgische beker MVP: 2013
- Intercontinental Cup: 2013
- Grieks landskampioen: 2015, 2016, 2018, 2019